# Carol al V-lea al Franței
Carol al V-lea cel Înțelept (franceză: Charles le Sage; n. 21 ianuarie 1338, Vincennes — d. 16 septembrie 1380, Beauté-sur-Marne) a fost monarh al Franței din Casa de Valois care a domnit din 1364 până la moartea sa. Domnia sa marchează sfârșitul primei faze a Războiului de 100 de Ani.
Carol al V-lea s-a remarcat ca unul dintre marii regi din perioada acestui lung conflict, datorită faptului că a pus accent pe pregătirea militară și a fost ajutat de generalii săi. Aceștia erau conetabilii Du Guesclin și Clisson, care au reușit să realizeze o strategie elaborată împotriva englezilor, construind pe teritoriul francez mai multe fortificații care aveau rolul de a evita lupta și de a-i obliga pe soldații englezi să își irosească forțele. Planul anterior a funcționat atât de bine încât s-au recuperat aproape toate teritoriile pierdute în fața englezilor.
Franța a fost favorizată și de incapacitatea de a se crea un imperiu continental englez, dar în special de faptul că Anglia a pierdut titlul de „regină a mărilor” din cauza slăbiciunilor diplomatice ale noului prinț care au dus la o coaliție franco-castiliană. După aceea o flotă a britanicilor a fost distrusă la La Rochelle și corăbiile continentalilor puteau intra pe Tamisa. Ele atacau orașele de pe coastă. Astfel a început perioada de glorie franceză în Războiul de 100 de Ani.

## Copilărie

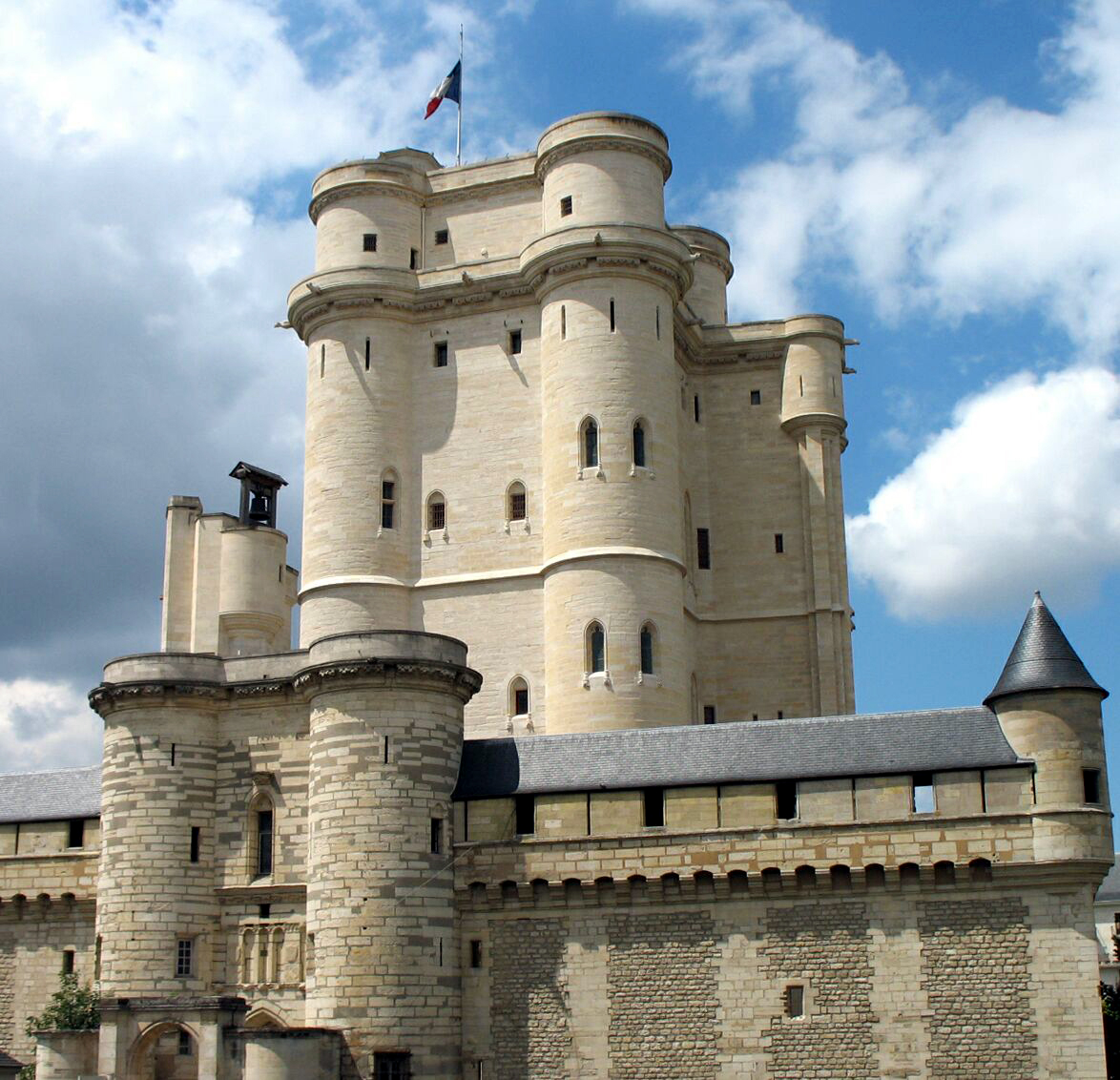
Château de Vincennes, locul nașterii viitorului rege Carol al V-lea.

Carol s-a născut la Château de Vincennes situat în afara Parisului. A fost fiul cel mare al Prințului Ioan. La momentul nașterii sale Franța era guvernantă de bunicul său, regele Filip al VI-lea. Mama sa a fost prințesa Bonna de Boemia,  fiica regelui Ioan I al Boemiei. Carol a fost educat la curtea regală împreună cu ceilalți băieți de vârsta lui și cu care va rămâne apropiat de-a lungul vieții: unchiul său Filip, Duce de Orléans (cu numai doi ani mai mare decît el), cei trei frați ai săi Ludovic, Ioan și Filip, Louis de Bourbon, Eduard și Robert de Bar, Godfrey de Brabant, Louis I Conte de Étampes, Louis de Évreux, Jean și Charles de Artois, Charles de Alençon și Philip de Rouvres. Viitorul rege a fost extrem de inteligent, dar cu un fizic slab, cu pielea palidă și un corp subțire, prost proporționat. Acest lucru era în contrast puternic cu tatăl său, care era înalt, puternic și cu un păr roșcat.

### Delfin
Humbert al II-lea, Delfinul de Viennois, ruinat din cauza incapacității sale de a mări taxele după o cruciadă în Palestina și fără urmași după moartea singurului său fiu, a decis să vândă Dauphiné, care era un fief al Sfântului Imperiu Roman. Cum nici papa nici împăratul nu au vrut să-l cumpere, tranzacția a fost încheiată cu Filip al VI-lea.
În conformitate cu Tratatul de la Romans, Dauphiné urma să fie deținut de un fiu al viitorului rege Ioan cel Bun. Deci, Carol, fiul cel mare al lui Ioan a devenit primul Delfin. La vârsta de doisprezece ani el a fost imediat confruntat cu exercitarea puterii în timpul șederii la Grenoble (din 10 decembrie 1349 până în martie 1350).  La câteva zile după sosirea sa, oamenii din Grenoble au fost invitați la Place Notre-Dame, unde a fost ridicată o platformă. Tânărul Carol, așezat lângă episcopul Jean de Chissé, a primit jurământul de credință al oamenilor. În schimb, el a promis în mod public să respecte carta comunității și a confirmat libertățile acordate de Humbert al II-lea, care înainte de a semna abdicarea a acordat o ultimă amnistie tuturor deținuților, cu excepția celor condamnați la pedeapsa cu moartea.
La 8 aprilie 1350 la Tain-l'Hermitage, la vârsta de 12 ani Delfinul s-a căsătorit cu verișoara sa, Ioana de Bourbon. Pentru această căsătorie consangvină (ambii avea ca strămoș comun pe Carol de Valois) s-a obținut aprobarea prealabilă a papei. Căsătoria a fost amânată datorită decesului mamei sale, Bonna de Luxemburg și a bunicii sale pe linie paternă, Ioana de Burgundia, care au murit de ciumă. Delfinul însuși a fost grav bolnav din august până în decembrie 1349. Pentru a se încetini răspândirea ciumei care făcea ravagii în Europa, adunările au fost limitate astfel încât căsătoria a avut loc în privat.

## Reapropiere de partidul reformist

### Misiunea în Normandia

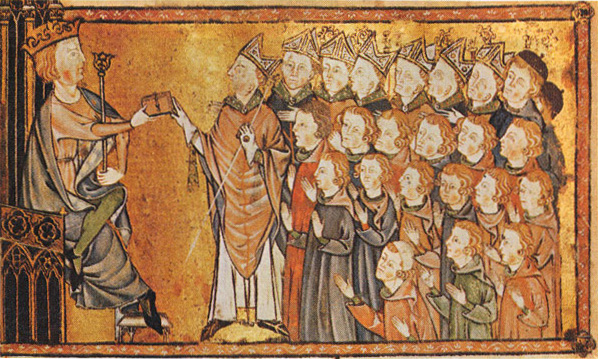
Carta Normandiei din 1315, confirmată în 1339 de Filip al VI-lea, garantează o largă autonomie Normandiei.

Carol a fost rechemat la Paris la moartea bunicului său Filip al VI-lea și a participat la încoronarea tatălui său Ioan cel Bun, la 26 septembrie 1350, la Reims. Legitimitatea lui Ioan cel Bun și a dinastiei Valois în general, nu a fost unanim acceptată. Tatăl lui, Filip al VI-lea, și-a pierdut credibilitatea cu dezastrele de la Crecy, Calais, ravagiile ciumei și a schimbării monetare necesară pentru a susține finanțele regale. Clanul regal trebuia să facă față opoziției din toate părțile în regat.
Prima facțiune a opoziției era condusă de Carol al II-lea al Navarei, supranumit „cel Rău”, a cărui mamă Ioana a II-a de Navara renunțase la coroana Franței pentru aceea a Navarei în 1328. Carol al II-lea al Navarei avea cea mai puternică descendență. Dornic să obțină coroana Franței, el a reușit să adune în jurul lui pe cei nemulțumiți. A fost sprijinit de rudele și de aliații săi: Casa de Boulogne (și rudele lor din Auvergne), baronii Champagne loiali Ioanei a II-a de Navara, precum și de adepții lui Robert de Artois. De asemenea, el era susținut de Universitatea din Paris și de comercianții din nord-vestul Franței, unde comerțul pe canale era vital.
Normandia era o problemă în clanul regal. Din punct de vedere economic ducatul era dependent mai mult de comerțul maritim peste Canalul Mânecii decât de cel de transportul fluvial pe Sena. Normandia și Marea Britanie nu mai erau unite de 128 de ani (din 1204), însă proprietarii nobili și clerici dețineau domenii pe ambele părți ale Canalului (de la cucerirea normandă a Angliei și prin jocul succesiv de alianțe matrimoniale). Clanurile nobiliare din Normandia s-au regrupat pentru a face față situației. Astfel ele au obținut o mare autonomie.
La 19 noiembrie 1350 Ioan cel Bun, regele încoronat al Franței, arestează și apoi îl execută pe Raoul de Brienne, conte de Guînes și conetabil al Franței. Se pare că el îi plătea tribut regelui Eduard al III-lea al Angliei, lucru catastrofal pentru noul rege și care ar fi deschis ușa pentru alte dezertări în tabăra engleză. Pentru a evita aceste dezertări potențiale, cazul este soluționat în secret. Cu toate acestea, opacitatea totală care înconjoară executarea alimentează zvonurile. O mare parte a nobilimii din Normandia și numeroși susținători  ai conetabilului s-au situat în tabăra normandă.
Regele Ioan l-a delegat în martie 1355 pe Delfin să organizeze apărarea Normandiei, lucru care a necesitat creșterea taxelor. Sarcina Delfinului a fost dificilă datorită influenței tot mai mari a lui Carol cel Rău, care a dobândit un statut similar celui al unui duce prin Tratatul de la Mantes. Era foarte probabil să se alieze cu Eduard al III-lea al Angliei deschizând astfel englezilor poarta de acces spre Normandia. Delfinul a evitat războiul prin reconcilierea cu regele Navarei, care a fost întărită printr-o ceremonie la Curte la 24 septembrie 1355. Eduard al III-lea a fost jignit de ultima trădare a lui Carol de Navara, iar debarcarea promisă nu a avut loc.